# Đại học Vật lý Kỹ thuật Moskva
Đại học Vật lý Kỹ thuật Moskva (MIPT, tiếng Nga: Московский Физико-Технический институт), còn được biết đến với tên gọi Phystech - là trường đại học hàng đầu của Nga, chuyên đào tạo các chuyên gia trong lĩnh vực vật lý, toán học, tin học, hoá học, sinh học và các ngành liên quan. Trụ sở chính của trường được đặt tại thành phố Dolgoprudny thuộc tỉnh Moskva, nằm cách thủ đô 5 km về phía bắc. Trường còn có các cơ sở tại trung tâm thành phố Moskva và thành phố Zhukovsky.
Trường nổi tiếng với hệ thống Phystech với mục đích đào tạo ra các nhà khoa học, các kỹ sư hàng đầu trong các ngành khoa học hiện đại. Trong những năm gần đây trường đang đào tạo một số ngành chính như "Toán Lý ứng dụng", "Toán ứng dụng và Tin học", "Tin học và Kỹ thuật tính toán", "Bảo mật máy tính", "Phân tích hệ thống và điều khiển", "Công nghệ sinh học", "Vật lý y sinh"...
Theo hầu hết các bảng xếp hạng quốc gia và quốc tế, MIPT là một trong ba trường đại học hàng đầu ở Nga, chiếm vị trí cao trong lĩnh vực vật lý, toán học, sinh học, khoa học máy tính và điện tử. Từ năm 2018, trường đã lấy lại vị trí số 1 toàn Nga về điểm thi đại học đầu vào EGE (từ năm 2011, MIPT đứng thứ 2 sau MGIMO). Năm 2014, cơ quan Expert RA đã công nhận trình độ đào tạo "rất cao" của các sinh viên tốt nghiệp Phystech. Forbes mô tả MIPT như một "huyền thoại của giáo dục và khoa học". Năm 2016 và 2018, MIPT lọt vào danh sách 100 trường đại học danh tiếng nhất thế giới theo tạp chí Times Higher Education của Anh.
MIPT cũng là một thành viên của Dự án 5-100, một dự án của chính phủ Nga được bắt đầu từ năm 2012 nhằm đưa ít nhất 5 trường đại học của Nga lọt vào top 100 thế giới.

## Lịch sử thành lập trường
Trường được thành lập năm 1951, do 3 viện sĩ Nga, và đã từng đoạt giải thưởng Nobel vật lý là Pyotr Kapitsa, Nikolay Nikolayevich Semyonov, Lev Davidovich Landau với mục đích là thành lập trung tâm nghiên cứu, đào tạo các nhà khoa học cho lĩnh vực quốc phòng theo hệ thống Phystech.
Trường được tách ra từ khoa Vật lý của Đại học Tổng hợp Quốc gia Moskva mang tên M. V. Lomonosov.

## Hệ thống đào tạo Phystech
Pyotr Kapitsa - một trong những người thành lập trường, đã nói về hệ thống Phystech trong bức thư gửi cho Stalin năm 1946 như sau:
1. Đào tạo sinh viên theo các chuyên ngành và được các nhà khoa học của các viện nghiên cứu hướng dẫn trong các lĩnh vực vũ khí quân sự
2. Xây dựng các viện nghiên cứu phù hợp cho các đối tượng sinh viên
3. Mỗi sinh viên cần phải tham gia vào các công trình khoa học, bắt đầu từ các năm thứ 2-3
4. Khi tốt nghiệp, mỗi sinh viên phải được trang bị các phương pháp nghiên cứu lý thuyết và thực nghiệm mới nhất, có đủ kỹ năng để giải quyết các bài toán trong lĩnh vực kỹ thuật

## Sức hấp dẫn của Phystech và quá trình chọn lọc sinh viên
Trường đại học vật lý kỹ thuật Moskva về sau trở thành một trường đại học năng khiếu đặc biệt vì nhiều lẽ. Trường được Chính phủ Liên-Xô quan tâm đặc biệt. Giảng viên ở đây phần lớn là các nhà vật lý lừng danh thế giới như Kapitsa (chuyên dạy về vật lý thực nghiệm), Landau (chuyên dạy về vật lý lý thuyết), các viện sĩ Khrihtyanovich và viện sĩ Semenov. Học sinh nhập học vào đây đều được tuyển lựa từ các nước cộng hòa Xô Viết trong Liên bang, được các nhà khoa học xuất sắc nhất đích thân hỏi thi và dựa theo một tiêu chuẩn duy nhất là trí thông minh. Phần lớn học sinh đều đã qua các kỳ thi học sinh giỏi quận, tỉnh, nước cộng hòa và liên bang. Mỗi khóa học chỉ tuyển được vài trăm học sinh nhập học từ Liên bang Xô viết. Cách thức đào tạo ở đây là kết hợp học và nghiên cứu khoa học với cường độ cao. Sau 5-6 năm, sinh viên đã trở thành cán bộ nghiên cứu khoa học - kỹ thuật thực thụ. (Ở các trường đại học bình thường khác, thanh niên phải cần đến 10, 15 hoặc 20 năm mới trở thành cán bộ nghiên cứu thực sự. Họ học xong đại học ở độ tuổi 22 – 23. Sau 5-7 năm tập sự và đến tuổi 30 làm chủ được các môn khoa học lớn). Sinh viên ở Trường đại học vật lý - kỹ thuật Moskva ở độ tuổi 20 đã là một nhà khoa học - kỹ thuật trưởng thành, có thể tự giải quyết các vấn đề khoa học - kỹ thuật nghiêm túc. Ngay khi đang ngồi trên ghế nhà trường, họ đã tham gia nghiên cứu các đề án có tầm cỡ quốc gia như thiết kế chế tạo tàu vũ trụ. Giảng viên ở trường nhiều khi được gọi đi "cấp cứu" cho một pha phóng tên lửa bị trục trặc ngay khi họ đang đứng trên bục giảng. Ngay sau đó, họ có thể viết phương trình toán học giải thích sự cố kỹ thuật cho sinh viên trong bài giảng tiếp theo. Phần lớn sinh viên tốt nghiệp ở độ tuổi 20 đã bắt tay ngay vào công trình thiết kế, xây dựng có ý nghĩa quốc gia. Điều đáng lưu ý là phần đông học sinh được trúng tuyển vào trường đều xuất thân từ các vùng sâu vùng xa. Đó là những em rất thông minh, nhưng vì điều kiện thiếu thốn các em chưa được học đến nơi đến chốn. Nhưng dưới con mắt của các nhà khoa học và sư phạm thiên tài, khả năng trí tuệ của các em đã được phát hiện chính xác. Khi mới vào trường, các thầy phải dạy các em những kiến thức rất sơ đẳng. Nhưng chỉ sau 5-7 buổi lên lớp, các em đã tiếp thu được những kiến thức mà chỉ có thể dạy cho các nghiên cứu sinh và sinh viên lớp trên ở Đại học Quốc gia Moskva. Ở Liên Xô cũ, mọi người thường nói vui rằng công nghệ giáo dục ở Trường đại học vật lý - kỹ thuật Moskva bao gồm ba công đoạn: vườn trẻ - cánh cửa đại học - luận án tiến sĩ.

## Các khoa và các Phystech School[9]
Năm 2016, MIPT tái cơ cấu thành 6 Phystech School và 1 viện, dựa trên cơ sở của 11 khoa:
1. Phystech School Kỹ thuật Vô tuyến và Công nghệ Máy tính (ФРКТ)
2. Phystech School Vật lý cơ bản và ứng dụng mang tên Landau (ЛФИ)
3. Phystech School Công nghệ hàng không vũ trụ (ФАКТ)
4. Phystech School Điện tử, Quang tử và Vật lý phân tử (ФЭФМ)
5. Phystech School Toán ứng dụng và Tin học (ФПМИ)
6. Phystech School Vật lý Y sinh (ФБМФ)
7. Viện Khoa học và Công nghệ Nano, Sinh học, Thông tin, Nhận thức và Nhân đạo xã hội (ИНБИКСТ)

### Phystech School Kỹ thuật Vô tuyến và Công nghệ Máy tính (ФРКТ)

Logo khoa ФРТК

Được tổ chức trên cơ sở Khoa Kỹ thuật Vô tuyến và Điều khiển (ФРТК). Giám đốc - Thành viên dự khuyết của Viện Hàn lâm Khoa học Nga Alexander Viktorovich Dvorkovich.

#### Khoa Kỹ thuật vô tuyến và Điều khiển (ФРТК)
Khoa đào tạo các chuyên gia trong lĩnh vực xử lý và truyền dẫn thông tin, từ nền tảng vật lý - điện tử, quang học và vô tuyến - đến các vấn đề viễn thông trong mạng máy tính toàn cầu.
Các viện trong Khoa
- Viện hệ thống điều khiển tích hợp
- Viện công nghệ vi xử lý trong hệ thống điều khiển thông minh
- Viện hệ thống và mạng thông tin liên lạc
- Viện tin học và kỹ thuật máy tính
- Viện bảo mật thông tin
- Viện các vấn đề về truyền thông tin và phân tích dữ liệu
- Viện radar, điều khiển và tin học
- Viện công nghệ vô tuyến và thông tin
- Viện vật lý vô tuyến và kỹ thuật điều khiển
- Viện hệ thống thông tin vô tuyến điện tử
- Viện hệ thống thông tin và công nghệ thông minh
- Viện hệ thông thông tin
- Viện máy tính điện tử
- Viện hệ thống vật lý vô tuyến thông tin thông minh
- Viện tin học lý thuyết và ứng dụng
- Viện công nghệ đa phương tiện và viễn thông
- Viện tin học vật lý và kỹ thuật
- Viện mô hình hóa và công nghệ phát triển mỏ dầu

### Phystech School Vật lý cơ bản và ứng dụng mang tên Landau (ЛФИ)
Được tổ chức trên cơ sở Khoa Vật lý Đại cương và Ứng dụng (ФОПФ) và Khoa Vật lý và Các vấn đề Năng lượng (ФПФЭ).

#### Khoa Vật lý Đại cương và Ứng dụng (ФОПФ)
Khoa đào tạo các chuyên gia trong lĩnh vực vật lý lý thuyết.
Các viện trong Khoa
- Viện vật lý thiên văn lý thuyết và lý thuyết trường lượng tử
- Viện vật lý và công nghệ nhiệt độ thấp
- Viện vật lý chất rắn
- Viện các vấn đề của vật lý lý thuyết
- Viện mô hình hóa các quá trình và công nghệ hạt nhân
- Viện các vấn đề của Vật lý lượng tử
- Viện vật lý năng lượng cao
- Viện các vấn đề cơ bản và ứng dụng của vật lý vi mô
- Viện vật lý và công nghệ cấu trúc nano
- Viện vật lý phóng xạ lượng tử
- Viện các vấn đề của Vật lý và Vật lý Thiên văn
- Viện lý sinh
- Viện tương tác cơ bản và vật lý hạt
- Viện các vấn đề cơ bản của vật lý học về công nghệ lượng tử
- Viện lý thuyết trường lượng tử, lý thuyết dây và vật lý toán học
- Viện phương pháp toán học vật lý hiện đại
- Viện vật lý vật chất ngưng tụ tính toán

#### Khoa Vật lý và Các vấn đề Năng lượng (ФПФЭ)
Khoa đào tạo các chuyên gia trong lĩnh vực vật lý thực nghiệm.
Các viện trong Khoa
- Viện nghiên cứu sáng tạo và nhiệt hạch Troitskiy
- Viện nghiên cứu vũ trụ
- Viện quang phổ
- Viện vật lý cao áp mang tên L. F. Vereshagin
- Viện vật lý đại cương mang tên A. M. Prokhorov

### Phystech School Công nghệ hàng không vũ trụ (ФАКТ)
Được tổ chức trên cơ sở Khoa Vật lý Khí quyển và Nghiên cứu Vũ trụ (ФАКИ) và Khoa Khí động lực học và Công nghệ Bay (ФАЛТ).

#### Khoa Vật lý Khí quyển và Nghiên cứu Vũ trụ (ФАКИ)
Khoa đào tạo các chuyên gia trong lĩnh vực du hành vũ trụ, khoa học Trái Đất và tài nguyên thiên nhiên, cơ khí, điều khiển, mô hình toán học và công nghệ thông tin.
Các viện trong Khoa
- Viện cơ khí vật lý và điều khiển chuyển động
- Viện công nghệ cao trong đảm bảo an toàn tính mạng
- Viện tàu vũ trụ: sức bền và khí động lực học
- Viện cơ học và các quá trình điều khiển
- Viện cơ học ứng dụng
- Viện vật lý lý thuyết và thực nghiệm của hệ thống địa lý
- Viện các quá trình nhiệt
- Viện cơ nhiệt đại dương
- Viện công nghệ tiên tiến cho hệ thống an ninh
- Viện hệ thống thông tin không gian
- Viện thiết bị đo không gian
- Viện hệ thống, thiết bị và phương pháp vật lý địa vũ trụ
- Viện tin học và toán học tính toán
- Viện kỹ thuật dầu khí và địa vật lý các lĩnh vực hydrocarbon
- Viện khoa học vật liệu và luyện kim vật lý
- Viện hệ thống và công nghệ hậu cần
- Viện hệ thống và công nghệ hậu cần: hợp tác với RANEPA

#### Khoa Khí động lực học và Công nghệ Hàng không (ФАЛТ)
Khoa được thành lập năm 1965 trên cơ sở Viện Khí động lực học Trung ương và Viện Nghiên cứu Hàng không. Các khu vực giảng dạy của khoa được đặt tại thành phố Zhukovsky, tỉnh Moskva.
Các viện trong Khoa
- Viện cơ động học khí lý thuyết và ứng dụng
- Viện vật lý hàng không
- Viện độ bền thiết bị bay
- Viện vật lý khí và thí nghiệm hàng không
- Viện động lực học, đốt và truyền nhiệt khí
- Viện các nguyên lý cơ bản về khí
- Viện các thiết bị bay đặc biệt và các hệ thống đo lường-thông tin hàng không

### Phystech School Điện tử, Quang tử và Vật lý phân tử (ФЭФМ)
Được tổ chức trên cơ sở Khoa Vật lý Phân tử và Hóa học (ФМХФ) và Khoa Vật lý và Điện tử Lượng tử (ФФКЭ). Giám đốc - Thành viên dự khuyết của Viện Hàn lâm Khoa học Nga Victor Vladimirovich Ivanov.

#### Khoa Vật lý Phân tử và Hóa học (ФМХФ)
Các viện trong Khoa
- Viện vật lý và hóa học của các cấu trúc nano
- Viện vật lý của các quá trình nhiệt độ cao
- Viện vật lý hệ thống siêu phân tử và sóng Nanophotonics
- Viện vật lý và hóa học Plasma
- Viện vật lý hóa học
- Viện cơ học hóa lý

#### Khoa Vật lý và Điện tử Lượng tử (ФФКЭ)
Các viện trong Khoa
- Viện quang tử
- Viện điện tử nano và máy tính lượng tử
- Viện điện tử vật lý
- Viện điện tử lượng tử
- Viện vi điện tử và nano
- Viện điện tử chân không
- Viện điện tử thể rắn, vật lý phóng xạ và công nghệ thông tin ứng dụng
- Viện Nanometrology và vật liệu nano

### Phystech School Toán ứng dụng và Tin học (ФПМИ)
Được tổ chức trên cơ sở Khoa Điều khiển và Toán ứng dụng (ФУПМ) và Khoa Đổi mới và Công nghệ cao (ФИВТ)

#### Khoa Điều khiển và Toán ứng dụng (ФУПМ)
Khoa đào tạo ba lĩnh vực chính: vật lý toán học, công nghệ máy tính và kinh tế học.
Các viện trong Khoa
- Viện các quá trình phi tuyến tính
- Viện Toán học Ứng dụng
- Viện Mô hình toán học
- Viện Công nghệ tính toán và mô hình hóa trong Địa vật lý và Sinh học
- Viện Các bài toán ứng dụng của vật lý lý thuyết và toán học
- Viện Lập trình hệ thống
- Viện Khoa Tin học
- Viện Điều khiển học lý thuyết và các phương pháp điều khiển tối ưu
- Viện Hệ thống điều khiển và thông tin
- Viện Hệ thống phần mềm và mô hình tính toán ứng dụng
- Viện Tin học lý thuyết và ứng dụng - Công ty Acronis
- Viện Công nghệ thông tin và toán học
- Viện Mô hình dự đoán và tối ưu hóa
- Viện Hệ thống thông minh
- Viện Phân tích và Dự báo Kinh tế Quốc dân
- Viện Nghiên cứu hệ thống
- Viện Mô hình toán học của các quá trình và hệ thống phức tạp
- Viện Cơ sở toán học trong điều khiển
- Viện Phân tích hệ thống và giải pháp

#### Khoa Đổi mới và Công nghệ cao (ФИВТ)
Khoa Đổi mới và Công nghệ cao (ФИВТ) khác biệt đáng kể so với các khoa khác của MIPT ở chỗ so với các khóa học cơ sở, trọng tâm giảng dạy không phải là vật lý, mà là toán học và khoa học máy tính rời rạc. Sinh viên phải giải quyết những vấn đề hiện đại nhất trong toán học ứng dụng và khoa học máy tính.
Các viện trong Khoa
- Viện phân tích dữ liệu
- Viện hệ thống thông tin doanh nghiệp
- Viện toán rời rạc
- Viện nhận dạng hình ảnh và xử lý văn bản
- Viện công nghệ nhận thức
- Viện phân tích và thiết kế
- Viện ngôn ngữ máy tính
- Viện công nghệ thông tin ngân hàng
- Viện tin học lý thuyết và ứng dụng

### Phystech School Vật lý Y sinh (ФБМФ)
Được tổ chức trên cơ sở Khoa Vật lý Y sinh (ФБМФ).

#### Khoa Vật lý Y sinh (ФБМФ)
Khoa đào tạo các chuyên gia có năng lực trong các lĩnh vực vật lý, sinh học và hóa học, đồng thời có kiến thức y học, cho phép họ làm việc tại nơi giao thoa của các ngành khoa học. Thế kỷ XXI được gọi là thế kỷ của "hệ thống sống", vì chính trong những lĩnh vực này, quá trình công nghệ hóa tri thức đang diễn ra nhanh chóng trên toàn thế giới, gắn liền với thành công trong việc giải mã bộ gen người và vi sinh vật.
Các viện trong Khoa
- Viện tin sinh học
- Viện dược phẩm tiên tiến và công nghệ sinh học
- Viện sinh học phân tử và tế bào
- Viện y học phân tử
- Viện sinh lý học phân tử và lý sinh học
- Viện y học tịnh tiến và tái tạo
- Viện vật lý của các hệ thống sống
- Viện sinh học hóa lý và công nghệ sinh học

### Viện Khoa học và Công nghệ Nano, Sinh học, Thông tin, Nhận thức và Nhân đạo xã hội (ИНБИКСТ)
Được tổ chức trên cơ sở Khoa Công nghệ Nano, Sinh học, Thông tin và Nhận thức (ФНБИК).

## Giảng viên của trường
Các giáo sư đã đoạt giải thưởng Nobel Vật lý
 Abrikosov, Aleksei Alekseevich
 Ginzburg, Vitali Lazerevich
 Pyotr Kapitsa
 Lev Davidovich Landau
 Prokhorov, Aleksandr Mixaylovich
 Sakharov, Dandrey Dmitrievich
 Nikolay Nikolayevich Semyonov
 Tamm, Igor Evgenhievich
Số lượng giảng viên của trường
1. Hơn 100 viện sĩ Viện Hàn lâm Khoa học Nga
2. Hơn 50 viện sĩ thông tấn viện hàn lâm khoa học Nga
3. Hàng trăm giáo sư - tiến sĩ, Tiến sĩ khoa học, Phó tiến sĩ
4. Và hàng trăm giảng viên nổi tiếng khác

## Sinh viên - sinh viên tốt nghiêp
Các sinh viên tốt nghiệp
- 2 giải Nobel vật lý:

 Geym, Andrey Constantinovich
 Novosiolov, Constantin Sergeevich
- 1 anh hùng lao động:

Regin, Vladislav Georgievich
- 3 phó chủ tịch viện Hàn lâm Nga.
- hơn 100 viện sĩ và viện sĩ thông tấn viện Hàn lâm Nga.
- hơn 4000 tiến sĩ khoa học.
- hơn 8000 phó tiến sĩ khoa học.
- 3 phi công - phi hành gia.
- 3 bộ trưởng trong chính phủ Liên bang Nga.
- 1 thống đốc.

## MIPT trong hệ thống xếp hạng

### Các bảng xếp hạng quốc gia
|                                                       | 2020 | 2019 | 2018 | 2017 | 2016 | 2015 | 2014 | 2013 | 2012 | 2011 | 2010 |
| ----------------------------------------------------- | ---- | ---- | ---- | ---- | ---- | ---- | ---- | ---- | ---- | ---- | ---- |
| Giám sát chất lượng tuyển sinh vào các trường đại học | 1    | 1    | 1    | 2    | 2    | 2    | 2    | 2    | 2    | 2    | 1    |
| Expert RA                                             | 2    | 2    | 2    | 2    | 2    | 2    | 2    | 2    | 4    |      |      |
| Interfax                                              | 3    | 3    | 3    | 6    | 4    | 3    | 4    | 4-6  | 3    | 2-3  | 3    |
| Forbes Russia                                         | 3    | 3    | 3    |      |      |      |      |      |      |      |      |
| Xếp hạng các trường ĐH kỹ thuật Superjob              | 1    | 1    | 1    | 1    | 1    | 1    |      |      |      |      |      |

### Các bảng xếp hạng quốc tế
|                                                  | 2021        | 2020          | 2019          | 2018          | 2017        | 2016          | 2015        | 2014        |
| ------------------------------------------------ | ----------- | ------------- | ------------- | ------------- | ----------- | ------------- | ----------- | ----------- |
| Times Higher Education (THE)                     | 201-250 (2) | 201-250 (2)   | 251-300 (2)   | 251-300 (2)   | 301-350 (2) | 501-600 (8-9) |             |             |
| Quacquarelli Symonds (QS)                        | 281 (5)     | 302 (6)       | 312 (6)       | 355 (6)       | 350 (5-6)   | 431-440 (6)   | 411-420 (6) | 441-450 (6) |
| Academic Ranking of World Universities (ARWU)    |             | 401-500 (3)   | 401-500 (3-4) | 401-500 (3-4) | 501-600 (4) |               |             |             |
| Moscow International University Ranking (MosIUR) |             | 46 (3)        | 51 (3)        | 65 (3)        | 73 (3)      |               |             |             |
| THE World Reputation Ranking                     |             | 101-125 (2-3) |               | 91-100 (2)    |             | 91-100 (3)    |             |             |

|                                             | 2021          | 2020          | 2019          | 2018          | 2017          | 2016          | 2015          | 2014        |
| ------------------------------------------- | ------------- | ------------- | ------------- | ------------- | ------------- | ------------- | ------------- | ----------- |
| THE Physical Sciences                       | 47 (1)        | 45 (1)        | 50 (1)        | 48 (1)        | 78 (1)        |               |               | 63-64 (1-2) |
| THE Life Sciences                           | 251-300 (2)   | 251-300 (2)   | 201-250 (2)   |               |               |               |               |             |
| THE Computer Science                        | 91 (1)        | 95 (2)        | 101-125 (3)   | 67 (2)        |               |               |               |             |
| THE Engineering and Technology              | 401-500 (7-8) | 301-400 (5-7) | 301-400 (3-5) | 251-300 (3-4) |               |               |               |             |
| THE Clinical and Health                     | 301-400 (2)   |               |               |               |               |               |               |             |
| QS Physics & Astronomy                      |               | 51-100 (2-4)  | 51-100 (2-4)  | 51-100 (2-4)  | 42 (2)        | 101-150 (4)   | 151-200 (4-5) |             |
| QS Natural Science                          |               | 67 (3)        | 111 (3)       | 106 (3)       | 135 (3)       |               |               |             |
| QS Mathematics                              |               | 101-150 (3-5) | 101-150 (3-5) | 151-200 (5)   | 151-200 (4-5) | 251-300 (4-6) | 301-400 (3-4) |             |
| QS Engineering & Technology                 |               | 202 (4)       | 185 (3)       | 236 (4)       | 322 (5)       |               |               |             |
| QS Electrical & Electronic                  |               | 251-300 (2-4) | 201-250 (1-2) | 251-300 (1-4) | 201-250 (1-3) | 251-300 (3-4) |               |             |
| QS Materials Sciences                       |               | 251-300 (3-6) | 251-300 (3)   |               |               |               |               |             |
| QS Mechanical, Aeronautical & Manufacturing |               | 201-250 (3-5) | 201-250 (3-6) | 201-250 (3-4) | 201-250 (3-4) | 201-250 (3)   |               |             |
| QS Computer Science                         |               | 151-200 (4-5) | 201-250 (4-5) | 251-300 (3-6) | 251-300 (3-5) | 351-400 (4)   |               |             |
| QS Chemistry                                |               | 351-400 (4-6) | 401-450 (4-6) | 401-450 (4-8) | 401-450 (4-6) |               |               |             |
| QS Biological Sciences                      |               | 401-450 (4-5) |               |               |               |               |               |             |
| ARWU Physics                                |               | 151-200 (3-4) | 151-200 (4)   | 201-300 (4)   | 201-300 (3-4) |               | 101-150 (1-2) |             |
| ARWU Mathematics                            |               |               | 401-500 (5)   | 401-500 (5)   | 401-500 (5)   |               |               |             |
| ARWU Materials Science & Engineering        |               | 401-500 (3-5) | 401-500 (4)   | 401-500 (4)   | 401-500 (2)   |               |               |             |